# Bawełniak szczeciniasty

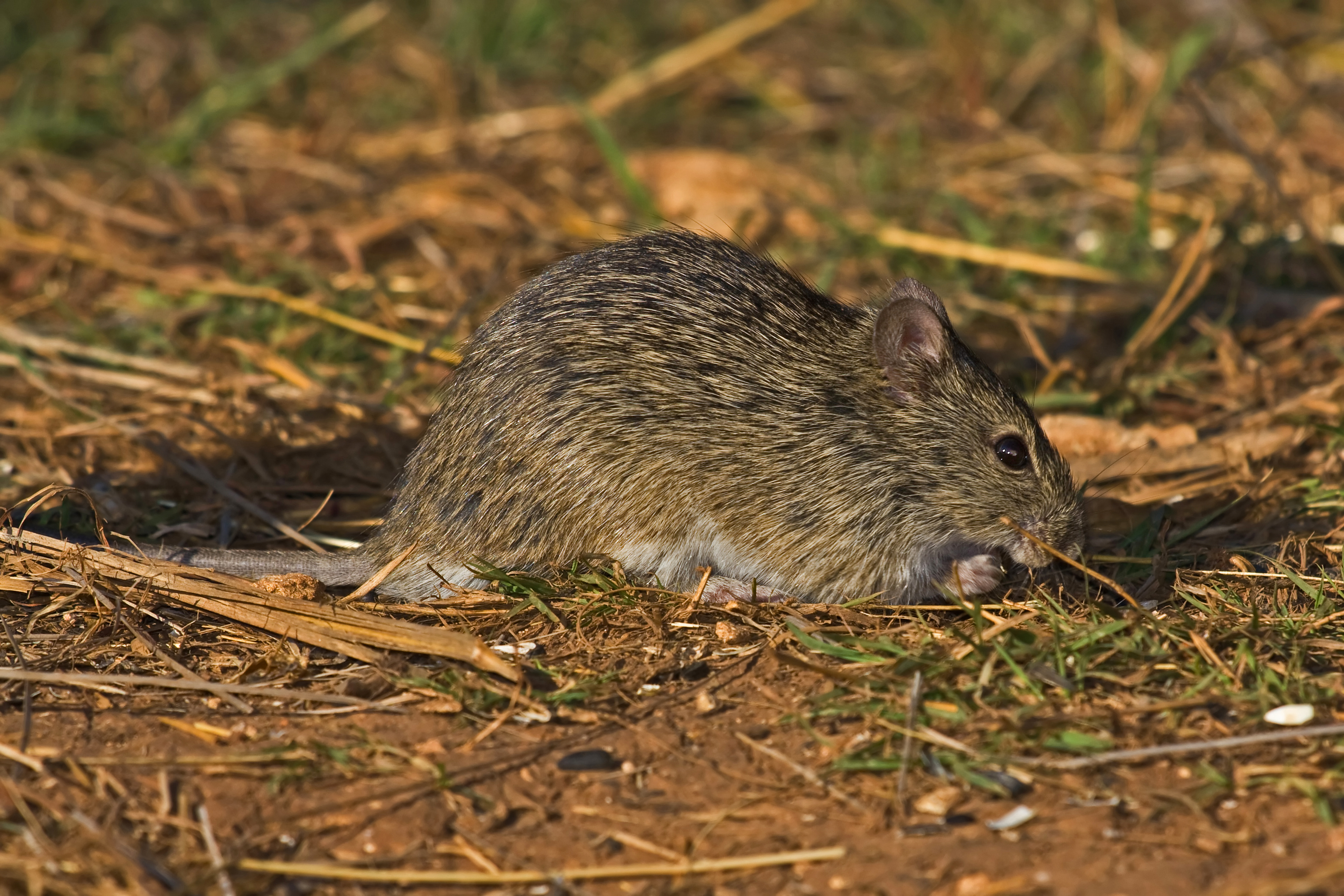
Bawełniak szczecinasty z Teksasu.

Bawełniak szczeciniasty, bawełniak (Sigmodon hispidus) – gatunek ssaka z podrodziny bawełniaków (Sigmodontinae) w obrębie rodziny chomikowatych (Cricetidae). W polskiej literaturze zoologicznej dla oznaczenia gatunku Sigmodon hispidus używana była nazwa „bawełniak”. W wydanej w 2015 roku przez Muzeum i Instytut Zoologii Polskiej Akademii Nauk publikacji „Polskie nazewnictwo ssaków świata” gatunkowi temu przypisano oznaczenie bawełniak szczeciniasty, rezerwując nazwę „bawełniak” dla rodzaju Sigmodon.

## Zasięg występowania
Bawełniak szczeciniasty występuje w Stanach Zjednoczonych i Meksyku, od południowej Nebraski, południowo-wschodniego Kolorado i południowo-wschodniej Arizony na wschód do Wirginii, Karoliny Północnej, Karoliny Południowej, Georgii i Florydy oraz na południe przez Teksas do Nuevo León i Tamaulipas, z odosobnioną populacją w dolnym biegu rzeki Kolorado w południowo-zachodniej Arizonie, południowo-wschodniej Kalifornii i skrajnie północno-zachodniej Sonory.

## Taksonomia
Gatunek po raz pierwszy zgodnie z zasadami nazewnictwa binominalnego opisał w 1825 roku amerykańscy przyrodnicy Thomas Say i George Ord nadając mu nazwę Sigmodon hispidus. Holotyp pochodził z obszaru rzeki St. Johns, w Florydzie, w Stanach Zjednoczonych. 
Dane chromosomalne i molekularne oparte na analizach filogenetycznych ograniczają S. hispidus do Stanów Zjednoczonych i dwóch obszarów w północnym Meksyku i wykluczają taksony obecnie rozpoznawane jako S. arizonae, S. hirsutus, S. inopinatus, S. mascotensis, S. peruanus, S. toltecus i S. zanjonensis. Biorąc pod uwagę radykalną rekonstrukcję S. hispidus, jakiekolwiek rozpoznanie podgatunków jest niemożliwe bez nowych badań. Przynależność okazów odniesionych do S. hispidus z meksykańskich stanów Chihuahua i Coahuila wymaga potwierdzenia danymi molekularnymi lub chromosomalnymi. Autorzy Illustrated Checklist of the Mammals of the World uznają ten takson za gatunek monotypowy rozpoznają podgatunków.

### Etymologia
- Sigmodon: gr. σῖγμα sigma „litera Σ”; ὀδούς odous, ὀδóντος odontos „ząb”; w aluzji do sigmoidalnego wzoru na zębach trzonowych gdy ich korony są zużyte[21].
- hispidus: łac. hispidus „włochaty, szczeciniasty, kudłaty”[22].

## Morfologia
Długość ciała (bez ogona) 125–227 mm, długość ogona 81–166 mm, długość ucha 16–24 mm, długość tylnej stopy 28–41 mm; masa ciała 100–225 g. Ubarwienie futra w części grzbietowej szare, od spodu przechodzące w jasne. Ogon pokryty drobnymi łuskami, słabo owłosiony.

## Ekologia
Bawełniak szczeciniasty  prowadzi nocny tryb życia. Żyje około jednego roku zamieszkując tereny pól i zarośli. Na żerowisko wychodzi w nocy, jest wszystkożerny i wyrządza wiele szkód w uprawach, szczególnie na plantacji uprawy trzciny cukrowej.
Po ciąży trwającej 27 dni w miocie samica rodzi 5-6 młodych.
Bawełniak szczeciniasty jest wszystkożerny, najchętniej jednak zjada pokarmy roślinne.